# Angelicina
L'angelicina è il capostipite di una famiglia di composti organici naturali noti come furanocumarine angolari. Deriva formalmente dalla cumarina mediante l'aggiunta di un anello furanico. Prende il nome dal fatto di essere stata isolata per la prima volta dalla pianta Angelica.